# Majbølle Sogn
Majbølle Sogn 
ist eine Kirchspielsgemeinde (dän.: Sogn)
auf der Insel Lolland im südlichen Dänemark.
Bis 1970 gehörte sie zur Harde Musse Herred im damaligen Maribo Amt, danach zur Sakskøbing Kommune im Storstrøms Amt, die im Zuge der  Kommunalreform zum 1. Januar 2007 in der Guldborgsund Kommune in der Region Sjælland aufgegangen ist.
Im Kirchspiel leben 962 Einwohner (Stand: 1. Januar 2023).

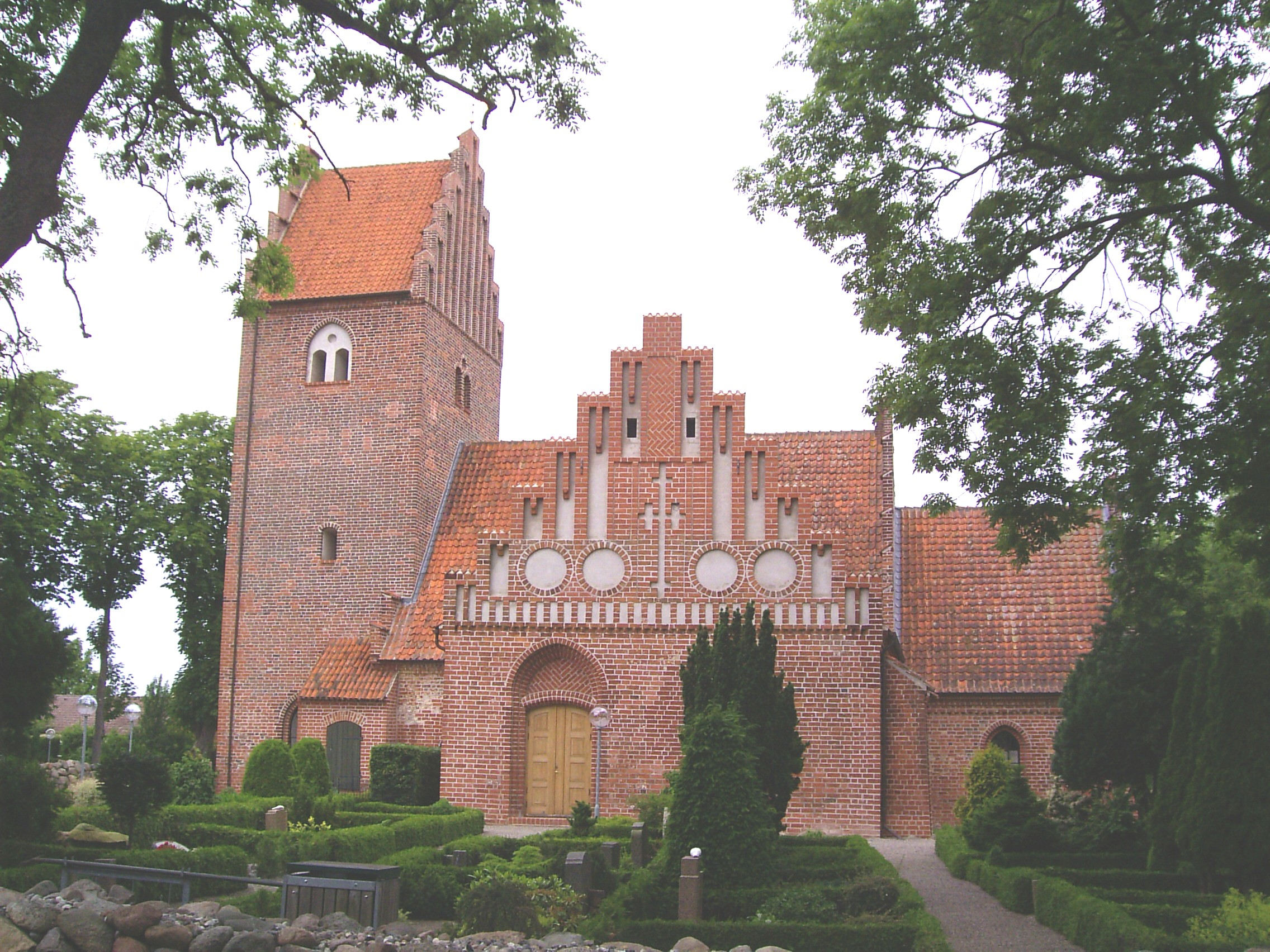
Majbølle Kirke

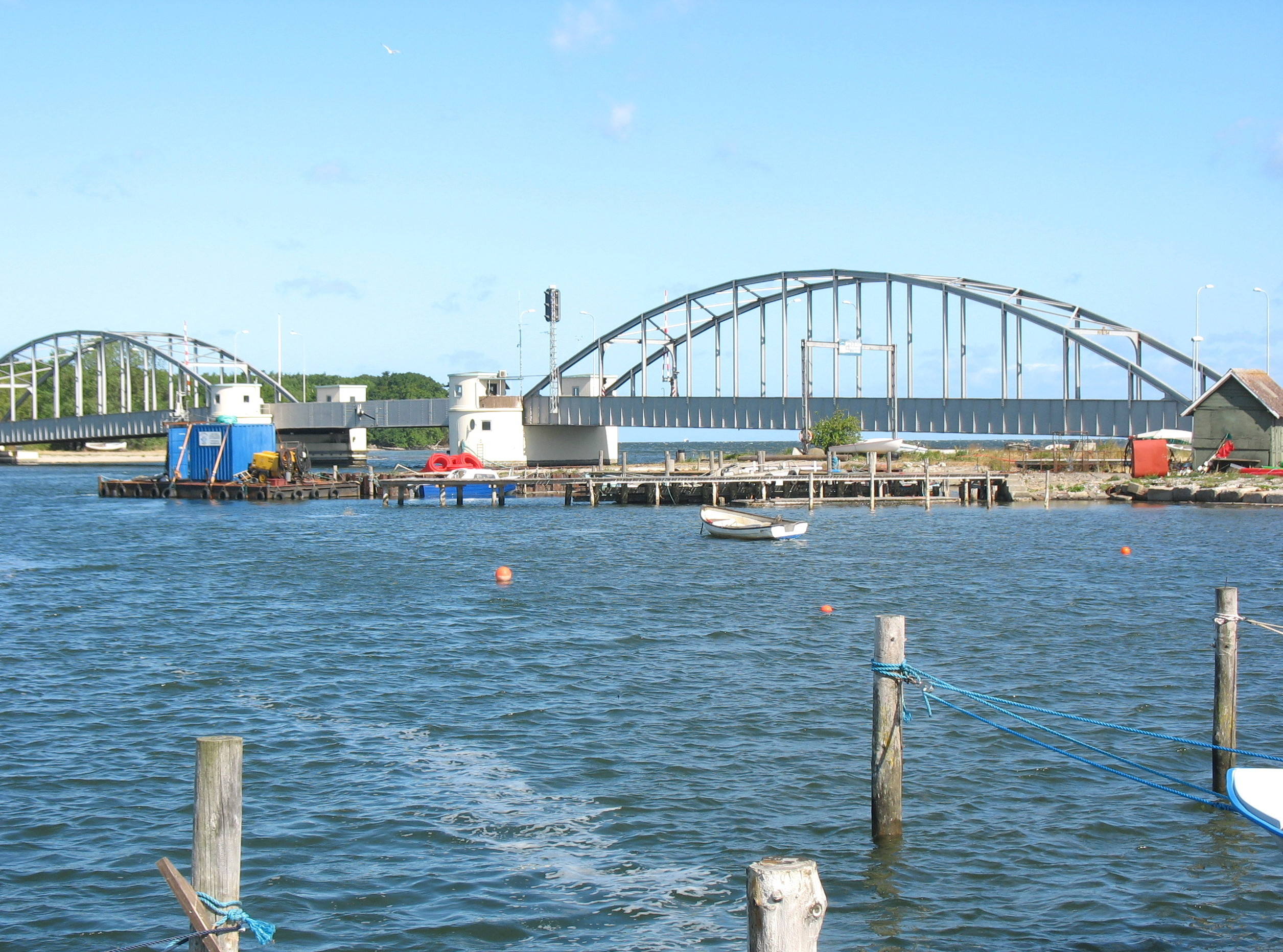
Guldborgsundbrücke

Im Kirchspiel liegt die Kirche „Majbølle Kirke“.
Nachbargemeinden sind im Süden Toreby Sogn, im Westen Radsted Sogn, Sakskøbing Sogn und Tårs Sogn und im Nordwesten Vigsnæs Sogn. In der Stadt Guldborg, die zu beiden Seiten des Guldborgsundes liegt, ist das Kirchspiel über die Guldborgsundbroen mit dem Brarup Sogn auf der Insel Falster verbunden. Über den Guldborgsundtunnelen (dt.: Guldborgsund-Tunnel – E 47, Vogelfluglinie) ist das Kirchspiel mit dem Ønslev Sogn auf Falster verbunden.
Die Langdysser von Soesmarke 1 + 2 und die Langdysser von Nykrog 1 + 2 liegen nordwestlich von Majbølle.